# Epicauta rufidorsum

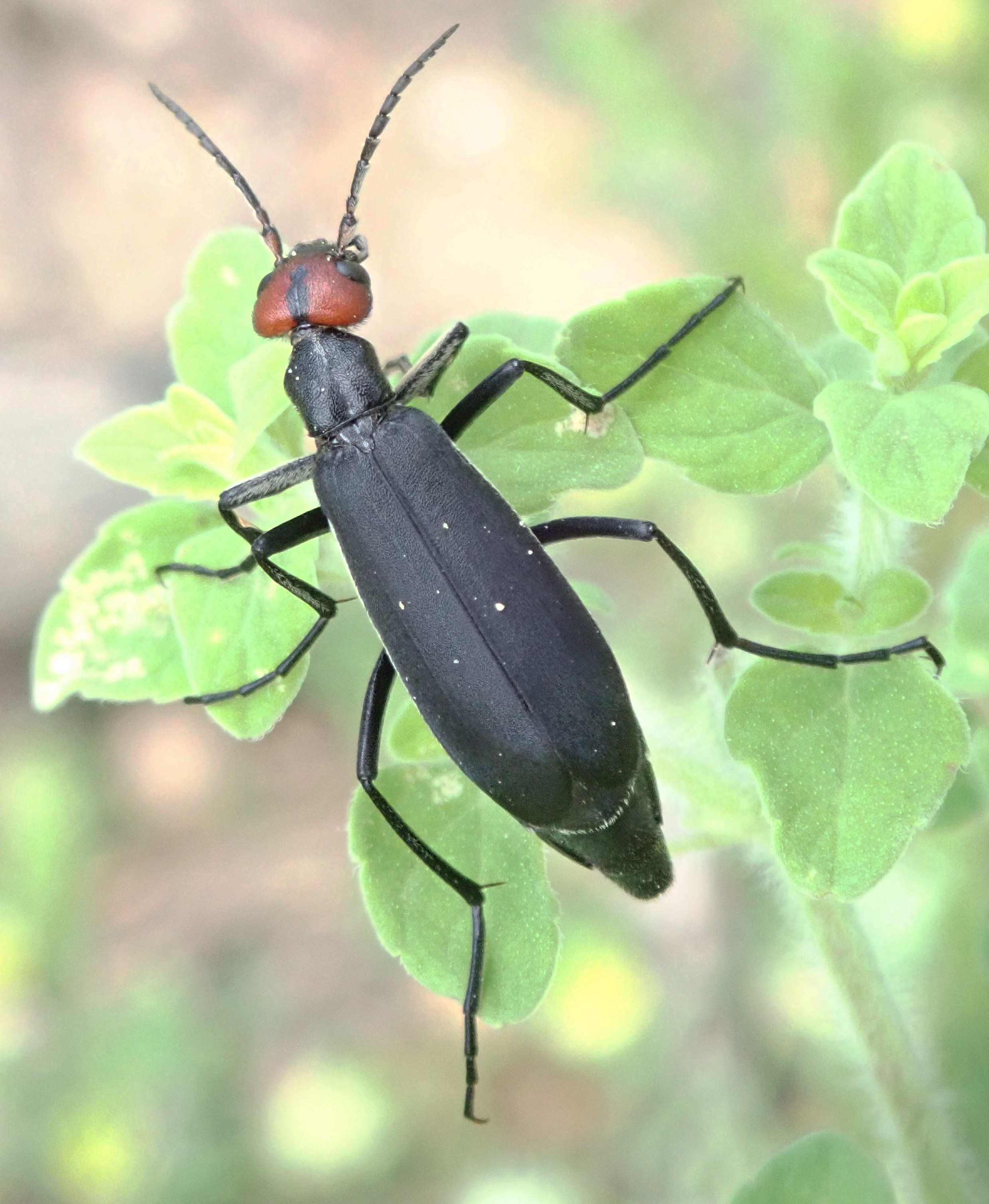
Abb. 1: Aufsicht, Männchen

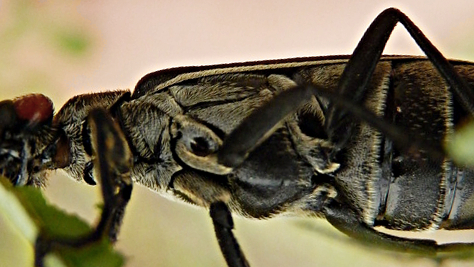
Abb. 2: Ausschnitt Unterseite

Epicauta rufidorsum ist ein Käfer aus der Familie der Ölkäfer. Die Gattung Epicauta ist in Europa mit vier Arten vertreten. Die Art Epicauta rufidorsum kann bei Massenvorkommen als Schädling auftreten. Das Vorkommen des unpassend benannten Käfers ist auf Südeuropa und das südliche Mitteleuropa beschränkt. In Polen wird der Käfer zu den gefährdeten Arten gerechnet.

## Bemerkung zum Namen und Synonymen
Der Gattungsname Epicauta taucht erstmals in einem Katalog von Dejean zu den Käfern seiner Sammlung auf, wird dort aber nicht erklärt. Nach Schenkling ist er von altgr. επίκαυτός (epikautós) für an der Spitze angebrannt abgeleitet und spielt darauf an, dass bei der namensgebenden Art die dunklen Flügeldecken mit Ausnahme der Spitze dicht hell behaart sind, die Spitze der Flügeldecke also angeschwärzt erscheint. Dies trifft auf die Art Epicauta rufidorsum jedoch nicht zu.
Davor wurde der Käfer in verschiedene Gattungen gestellt. In der Fauna Europaea sind 7 Synonyme angegeben.
- Meloe rufidorsum Goeze 1777
- Meloe algiricus Sulzer 1776
- Lytta marginata Dorthes 1787
- Cantharis dubia Olivier 1790
- Lytta erythrocephala Rossi 1790
- Lytta rufa Gmelin 1790
- Lytta verticalis Illiger 1803

Wegen des auffallenden roten Kopfes des schwarzen Käfers ist der Artname erythrocephalus, a (von altgr. ερυθρος erythrós für rot und κεφαλή kephalē für Kopf) naheliegend. Die Art wurde von verschiedenen Autoren auch so genannt, beispielsweise in Verbindung mit einer korrekten Beschreibung von Rossi. Rossi versteht jedoch seine Beschreibung nicht als Erstbeschreibung, sondern gibt als Quellen Fabricius, Pallas, und Scopoli an. Dabei übernimmt er die beiden letzten Quellen von Fabricius. Fabricius und Rossi zitieren bei Scopoli fälschlicherweise die Art Nr. 81 dorso rufo (lat. mit rotem Rücken) statt der Art Nr. 82 capite rufo (lat. mit rotem Kopf).
Illiger und andere Autoren weisen außerdem darauf hin, dass die Art Meloe erythrocephalus bei Pallas und die Art Meloe capite rufo von Scopoli verschiedene Käferarten sind. Die Nr. 82 von Scopoli (mit dem roten Kopf) beschreibt die gleiche Art wie Rossi, allerdings verwendet Scopoli noch nicht die Binäre Nomenklatur. Pallas dagegen beschreibt einen anderen Käfer aus Russland. Illiger benennt die hier besprochene Art deswegen um und gibt ihr den Namen verticalis. Dies bedeutet etwa durch den Scheitel ausgezeichnet (von lat. vertex für Scheitel), und weist auf den sehr charakteristischen schwarzen Strich auf dem Scheitel des roten Kopfes hin, der bei unserem Käfer vorhanden ist, bei der von Pallas beschriebenen Art dagegen fehlt.
Ähnlich problematisch ist die Beschreibung als Meloe algiricus durch Sulzer.
Beschreibung und Abbildung stimmen zwar mit dem unten beschriebenen Käfer überein, aber auch Sulzer versteht seine Beschreibung nicht als Erstbeschreibung, sondern gibt als Quelle Linneus 11 an. Sowohl in der 11. als auch schon in der 10. Ausgabe von Linnés Systema naturae wird unter Meloe algiricus jedoch ein Käfer mit braunen Flügeldecken (lat. elytris testaceis) aus Algerien beschrieben. Algiricus steht für aus Algerien, und Epicauta rufidorsum hat weder braune Flügeldecken, noch kommt die Art in Nordafrika vor.
Auch Lytta marginata, Lydus marginatus, Lytta marginea, Lydus margineus (von lat. margo für Rand) bezeichnen in der Regel eine andere Art, die durch einen roten Rand der Flügeldecken gekennzeichnet ist. Nur Dorthes beschreibt 1787 unseren Käfer als Lytta marginata und zitiert fälschlicherweise Litta marginata von Fabricius, eine Art, die ebenfalls grau gerandet ist, aber ein anderes Verbreitungsgebiet besitzt. Dorthes versteht unter Rand den schmalen Streifen hellgrauer Behaarung am Flügeldeckenaußenrand (fr les étuis sont bordés exterieurement de gris blanchâtre) und bemerkt, dass der Käfer nach Linné als Meloe, nach Geoffroy als Cantharis eingeordnet werden muss.
Olivier beschreibt die Art in einer französischen Enzyklopädie 1790 unter dem Namen Cantharis dubia mit der Nr. 14 (von lat. dubius für zweifelhaft, ungewiss), zählt unter den zahlreichen Synonymen jedoch fälschlicherweise auch den sibirischen Käfer von Pallas auf und führt unter der Nr. 13 Cantharis erythrocephala mit dem Synonym Lytta erythrocephala an.
Die Beschreibung des Käfers durch Gmelin als Lytta rufa (von lat. rufus für rot) 1790 in der 13. Ausgabe der Systema naturae ist sehr knapp. Gmelin gibt wie Fabricius als Quelle Scopoli an, aber nicht wie Fabricius dort die Nr. 81 mit dem roten Rücken, sondern korrekterweise die Nr. 82 mit dem roten Kopf. Bei Scopoli ist die Beschreibung zusammen mit der Angabe des Fundorts ausreichend, um unsere Art zu identifizieren.
Man kann wohl nur mit diesen gehäuften falschen Literaturverweisen erklären, dass die Art heute mit dem unpassenden Namen rufidorsum nach der falschen Beschreibung durch Goeze 1777 benannt wird. Rufidorsum ist von lat. rufus für rot und dorsum für Rücken abgeleitet, die Beschreibung von Goeze enthält den Satzteil dorso rufo (lat. mit einem roten Rücken) und Goeze gibt dem Käfer den deutschen Namen „Wiener Rothrücken“. Goeze führt die Art unter der Nr. 17 der Gattung Meloe und bezieht sich auf die Nr. 81 von Scopoli. Unter Nr. 18 führt Goeze die Art erythrocephalus, nennt sie auf Deutsch den „Skopolischen Fuchskopf“ und bezieht sich auf die Nr. 82 von Scopoli, den hier behandelten Käfer.

## Beschreibung des Käfers
Der Käfer wird zehn bis neunzehn Millimeter lang. Der Körper ist, besonders beim Männchen, lang gestreckt. Er ist mit Ausnahme des Kopfes matt schwarz.
Der Kopf ist groß und gewölbt und locker kurz abstehend schwarz behaart. Er ist rot, trägt aber auf dem Scheitel eine Längsrinne, die in einem schwarz gefärbten Längsstreifen liegt. Die Schläfen hinter den Augen sind lang, viel länger als die Augen. Die elfgliedrigen Fühler sind beim Männchen kaum dicker als beim Weibchen, die beiden vorletzten Glieder sind am Ende zugespitzt. Die Fühler sind schwarz, nur die Innenseite der Basisglieder gelbrot.
Der Halsschild ist schmäler als der Kopf, seine Seiten verlaufen in der hinteren Hälfte parallel. Auf dem Halsschild verläuft mittig eine Längsrinne, die teilweise hellgrau behaart sein kann.
Die Flügeldecken sind fein und raspelartig gekörnelt. An den Schultern sind sie kaum breiter als der Kopf. Nach hinten werden sie gleichmäßig wenig breiter, die Enden sind einzeln abgerundet. Die Flügeldecken lassen das Ende des Hinterleibs unbedeckt. Die Flügeldecken sind schütter schwarz behaart, der Rand der Flügeldecken und gelegentlich die Flügeldeckennaht sind durch eine helle Behaarung schmal weißgrau gesäumt (im Taxobild gut sichtbar).
Die Beine sind lang. Die Tarsen der Hinterbeine sind viergliedrig, die Tarsen der vorderen und mittleren Beine fünfgliedrig. Bei den Männchen ist das erste Glied der Vordertarsen erweitert und flach. Bei allen Arten der Gattung tragen die Vorderschenkel an der Basis der Innenseite eine längliche, glatte Vertiefung, in die bei angezogenen Beinen die Schiene zu liegen kommt. Die Vertiefung ist am der Schiene entfernten Ende dicht tomentiert. Alle Tarsen sind länger als die Schienen. Die Krallen sind innen glatt.
Die Unterseite ist gewöhnlich fein grau behaart, am Hinterleib sind in der Regel nur die Hinterränder der Segmente dichter grau behaart (Abb. 2).

## Biologie
Das Vorkommen der Art ist auf trockene Standorte beschränkt. Man findet den Käfer auf Wiesen und Weiden in Hanglage, an Feldrainen und Waldrändern sowie Lichtungen von der Küste bis in Höhen von tausend Metern. Weiterhin werden Weinberge, Steinbrüche und lichte Eichenwälder als mögliche Fundorte genannt. Die Käfer sind häufig gesellig anzutreffen. Sie fressen krautige Pflanzen aus verschiedenen Pflanzenfamilien und können auch in Kulturen schädlich werden (Kartoffeln, Luzerne, Zuckerrüben, …).
Nach der Paarung legen die Weibchen in den Sommermonaten die Eier jeweils zu mehreren Dutzend in selbst gegrabene Erdhöhlen ab. Aus diesen befreien sich nach einigen Wochen die sehr beweglichen Triungulinus-Larven. Diese suchen die Ootheken verschiedener Heuschreckenarten (Italienische Schönschrecke, Marokkanische Wanderheuschrecke, …) auf und dringen in sie ein. Sie ernähren sich von den Heuschreckeneiern. Sie häuten sich dabei mehrmals und verändern ihre Gestalt beträchtlich. Die Überwinterung erfolgt im 6. Larvenstadium als unbewegliche Larve. Im folgenden Frühjahr folgt ein weiteres Larvenstadium und die Verpuppung. Die adulten Käfer sind zwischen Mai und August anzutreffen.
Der Schädigung von Kulturen steht die Beschränkung der Häufigkeit einiger Heuschreckenarten gegenüber. Insgesamt ist die Art gewöhnlich so selten, dass sie eher schutzbedürftig ist. Die Bekämpfung sollte möglichst beschränkt werden.
Aus Ungarn wird berichtet, dass bei einer Masseninvasion des Rosenstars 1995 in der Hortobágy die Vögel bis Ende Juni sich vorwiegend von dem Käfer Epicauta rufidorsum ernährten, der in diesem Zeitabschnitt ebenfalls in Massen vorhanden waren. Danach fraßen die Vögel wieder vorwiegend Heuschrecken.

## Verbreitung
Die Art ist überwiegend in Süd- und Südosteuropa verbreitet (Südfrankreich, Italien, Schweiz, Österreich, der ehemaligen Tschechoslowakei und dem ehemaligen Jugoslawien, Albanien, Bulgarien, Ungarn bis nach Griechenland). In Polen findet man sie nur im Süden. Der Käfer fehlt auf der Iberischen Halbinsel. Oft tritt er nur in lokal sehr begrenzten Populationen auf.